# Michael Lewis (autocoureur)

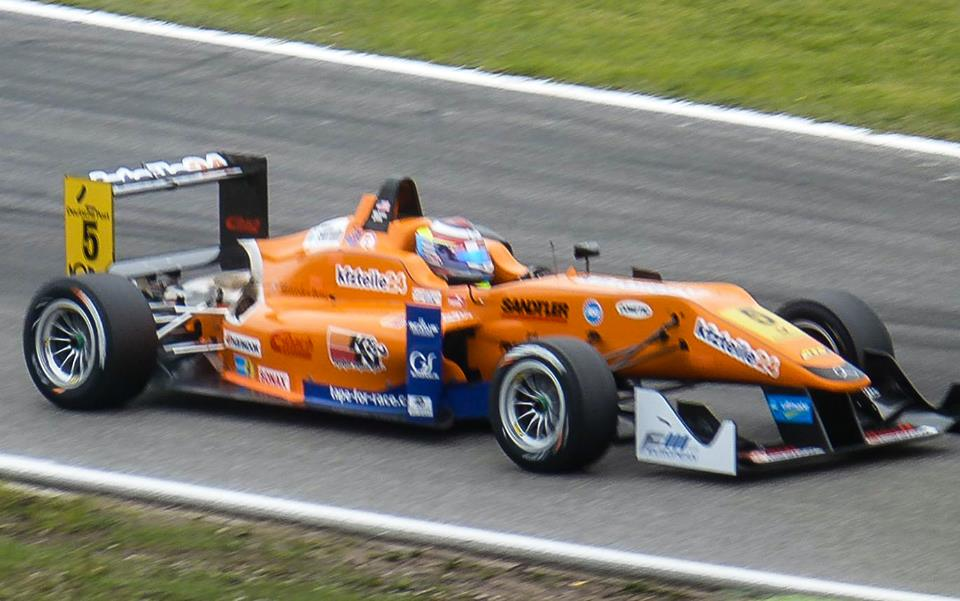
Lewis op Hockenheim, 2013

Michael Lewis (Laguna Beach, Californië, 24 december 1990) is een Amerikaans autocoureur.

## Carrière

### Vroege carrière
Lewis begon zijn autosportcarrière in 2003 in de midget cars in de 1/4 Midgets op de oval van Pomona. In 2005 stapte hij over naar het karting, waar hij vooral in Californië en in westerse regionale evenementen reed. In 2006 ging hij in Europa karten voor CRG in de Rotax Junior Series. In 2007 en 2008 reed hij voor het team van Dino Chiesa genaamd Chiesa Corse met resultaten in de Italiaanse Masters en WSK-evenementen in de KF2-klasse.

### Formule BMW
In 2009 maakte Lewis de overstap naar het formuleracing in de Formule BMW Americas voor het team EuroInternational, waar hij het rookiekampioenschap won. In 2010 bleef hij bij EuroInternational rijden, maar nu in de Europese Formule BMW. Hier eindigde hij als veertiende in het kampioenschap met als beste resultaat een vijfde plaats in de eerste race op Monza.

### Formule 3
In 2011 stapte Lewis over naar de Formule 3 in het Italiaanse Formule 3-kampioenschap voor het Prema Powerteam. Hij eindigde hier als tweede in het kampioenschap met drie overwinningen en twee pole positions.
In 2012 blijft Lewis bij Prema rijden, maar nu in de Formule 3 Euroseries en het Europees Formule 3-kampioenschap. In de Euroseries won hij één race op het Circuit Ricardo Tormo Valencia, waarmee hij als achtste in het kampioenschap eindigde. In de Europese Formule 3 had hij enkele derde plaatsen als beste resultaat, waarmee hij als negende eindigde.